# Шики-Шики
Шики-Шики (на португалски: Xique-Xique) е град и община в Източна Бразилия, щат Баия, мезорегион Вали Сао-Франсискано да Баия, микрорегион Бара. Според Бразилския институт по география и статистика през 2010 г. общината има 48 210 жители.